# Lacaune
Lacaune, manchmal auch Lacaune-les-Bains, (okzitanisch La Cauna) ist eine südfranzösische Gemeinde mit 2469 Einwohnern (Stand: 1. Januar 2022) im Département Tarn in der Region Okzitanien. Sie gehört zum Arrondissement Castres und ist Verwaltungssitz des Gemeindeverbands Communauté de communes du Haut-Languedoc. Das Bureau centralisateur des Kantons Les Hautes Terres d’Oc befindet sich in Lacaune.
Die Bewohner werden Lacaunais und Lacaunaises genannt. Das Gemeindegebiet gehört zum Regionalen Naturpark Haut-Languedoc. Die Gemeinde erhielt 2024 die Auszeichnung „Zwei Blumen“, die vom Conseil national des villes et villages fleuris (CNVVF) im Rahmen des jährlichen Wettbewerbs der blumengeschmückten Städte und Dörfer verliehen wird.

## Lage
Die ca. 800 Meter ü. d. M. gelegene Kleinstadt Lacaune liegt am Nordrand der teilweise über 1000 Meter hohen Berge der Monts de Lacaune. Sie ist gut 120 Kilometer (Fahrtstrecke) in östlicher Richtung von Toulouse bzw. etwa 67 Kilometer in südöstlicher Richtung von Albi entfernt, sie liegt etwa 70 Kilometer nordwestlich von Béziers.

## Bevölkerung

### Bevölkerungsentwicklung
| Jahr      | 1800 | 1851 | 1901 | 1954 | 1975 | 1999 | 2012 |
| Einwohner | 2488 | 4088 | 3565 | 2742 | 3288 | 2914 | 2552 |

Im 19. Jahrhundert hatte Lacaune nahezu konstant zwischen 2500 und 4000 Einwohner. Die Reblauskrise im Weinbau und die zunehmende Mechanisierung der Landwirtschaft führten im 20. Jahrhundert zu einem nahezu kontinuierlichen Rückgang der Bevölkerungszahl – heute liegt sie wieder im unteren Bereich der jemals in der Gemeinde gezählten Einwohner.

### Sprache
Lacaune liegt mitten im Gebiet des languedokischen Dialekts der Okzitanischen Sprache, der selbst die zentrale Lage im Gebiet der Sprache hat (zwischen Provenzalisch im Osten und Gascognisch im Westen), die früher im südlichen Drittel Frankreichs verbreitet war.
Der Rückgang des Okzitanischen im 20. Jahrhundert in Laucaune ist das Thema der 1985 publizierten Dissertation der Romanistin Trudel Meisenburg.

## Wirtschaft
In Lacaune ist seit Jahrhunderten die Produktion von Pökelfleisch, Wurst und Schinken ein wichtiger Wirtschaftszweig. Auch die Milchwirtschaft mit der Schafsmilch des Lacaune-Schafes nimmt eine wichtige Rolle ein: die Milch ist Grundlage der Käsesorte Roquefort. Das besonders feine Leder dieser Schafsrasse wurde für die Handschuhfertigung genutzt. Die in der Region um Lacaune produzierten Weine werden über die Appellation Comté Tolosan vermarktet.

## Geschichte
Wie die zahlreichen Statuenmenhire nahelegen, war die Gegend um Lacaune wohl schon im 2. Jahrtausend v. Chr. besiedelt. Irgendwann im 1. Jahrtausend v. Chr. kam das keltische Volk der Tektosagen in die Umgebung von Lacaune.
Die historische Überlieferung aus dem Mittelalter und der frühen Neuzeit ist äußerst spärlich.
Während des Zweiten Weltkriegs war Lacaune unter dem Vichy-Regime wegen der unzugänglichen Lage bei gleichzeitiger Hotelkapazität einer der drei Orte für zwangsbeaufenthaltete Juden (assignés à résidence) in der Region Toulouse. Die Betroffenen mussten, wie in Aulus-les-Bains, für die Kosten ihrer Unterbringung selbst aufkommen. Von Lacaune wurden 119 Juden deportiert: im August 1942 wurden 90 Personen nach Auschwitz geschafft, im Februar 1943 noch einmal 29 Personen nach Majdanek. Ein im Jahr 1999 errichtetes Mahnmal erinnert daran.

## Sehenswürdigkeiten

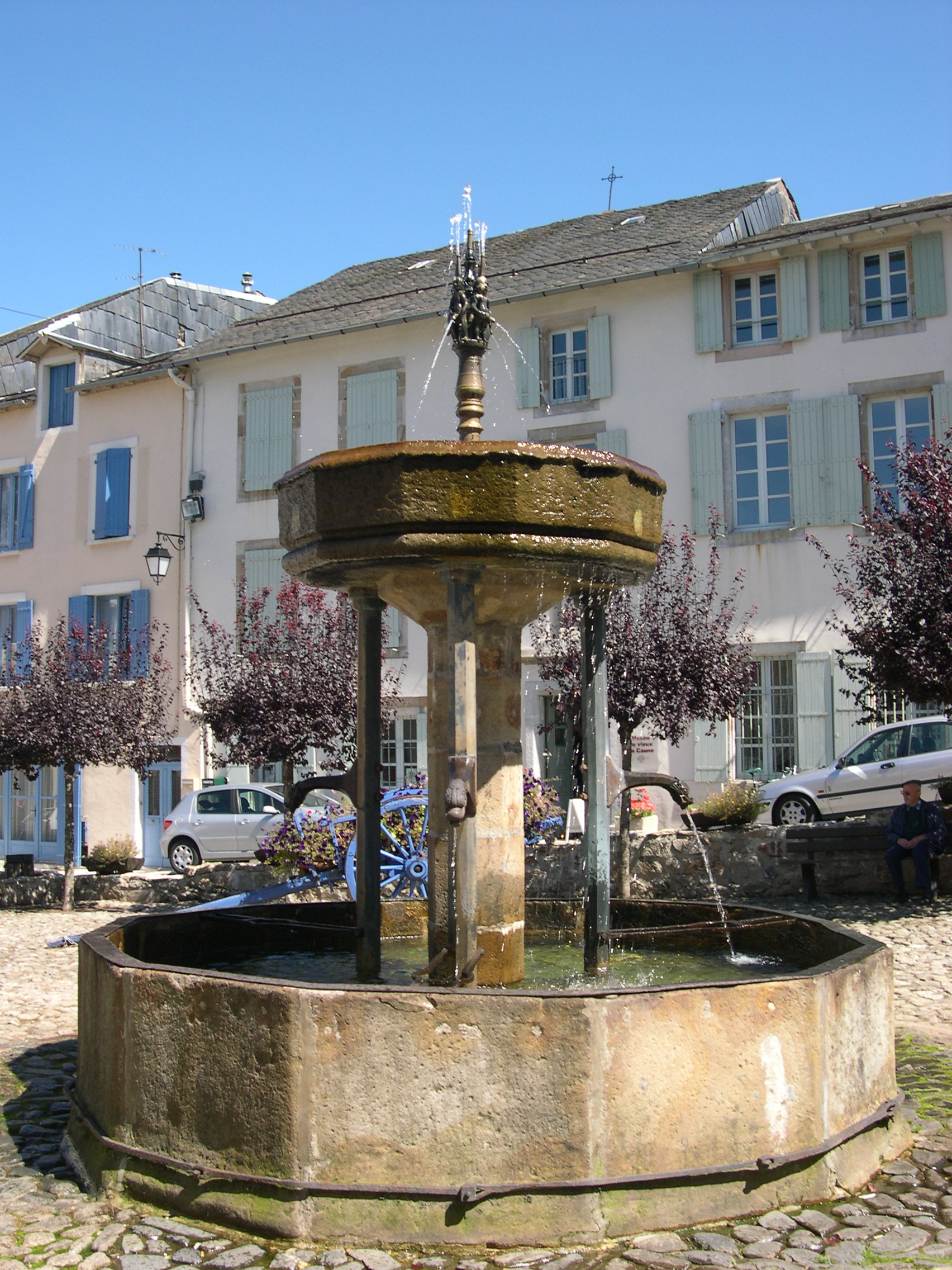
Fontaine des Pisseurs

- Das große untere Becken des im 16. Jahrhundert errichteten Renaissance-Brunnens Fontaine des Pisseurs („Pisserbrunnen“) diente auch als Viehtränke; bei allzu starker Verschmutzung konnten die Menschen auf den Rand des zwölfeckigen Beckens steigen und frisches Wasser aus der oberen Brunnenschale schöpfen; später wurde von dort ein leichter zugängliches Abzweigrohr gelegt. Die vier Pisserfiguren sind allesamt aus einem Model aus Bronze gegossen. Der Brunnen wurde 1913 in die Liste der Monuments historiques[3]  aufgenommen.
- Die Kirche Notre-Dame wurde im 17. Jahrhundert an Stelle einer Kapelle aus dem 11. Jahrhundert errichtet. Der imposante Glockenturm erhebt sich über dem Portal auf der Südseite des Kirchenbauwerks.
- Die protestantische Kirche (temple) wurde nach dem Konkordat des Jahres 1804 erbaut.
- Die Wollspinnerei der Filature Ramond wurde im Jahre 1842 errichtet und war bis ins 20. Jahrhundert hinein in Betrieb. Die Spinnmaschinen sind noch vorhanden und in gutem Zustand. Das Industriedenkmal wurde im Jahr 1994 als Monument historique anerkannt.[4]
- Das im  19. Jahrhundert ganz aus Bruchsteinen erbaute und gewölbte örtliche Waschhaus (lavoir) mit seinen weißverputzten Becken wurde mit dem Wasser einer Quelle gespeist. Es ist als kleines Freilichtmuseum hergerichtet worden.

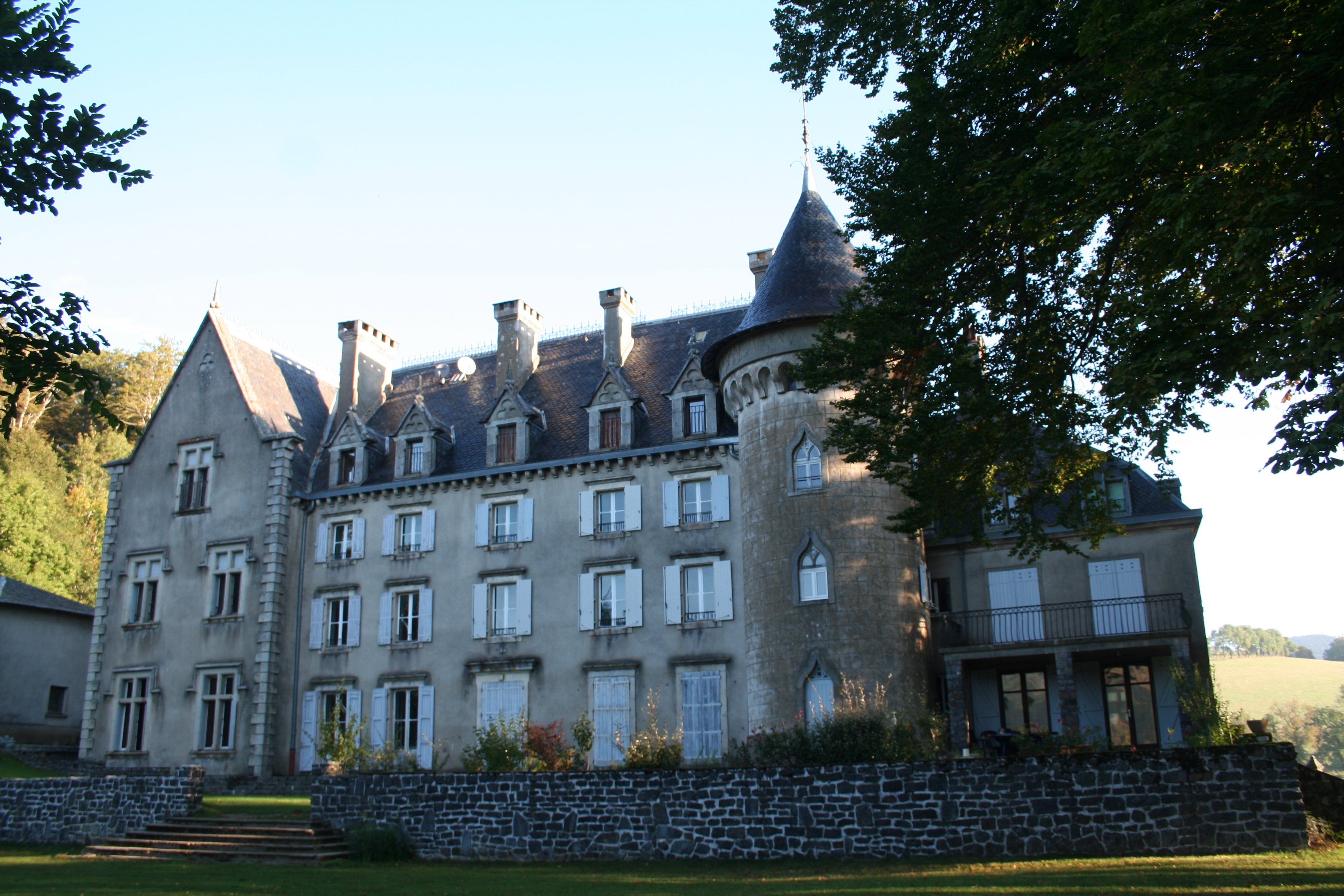
Château de Calmels

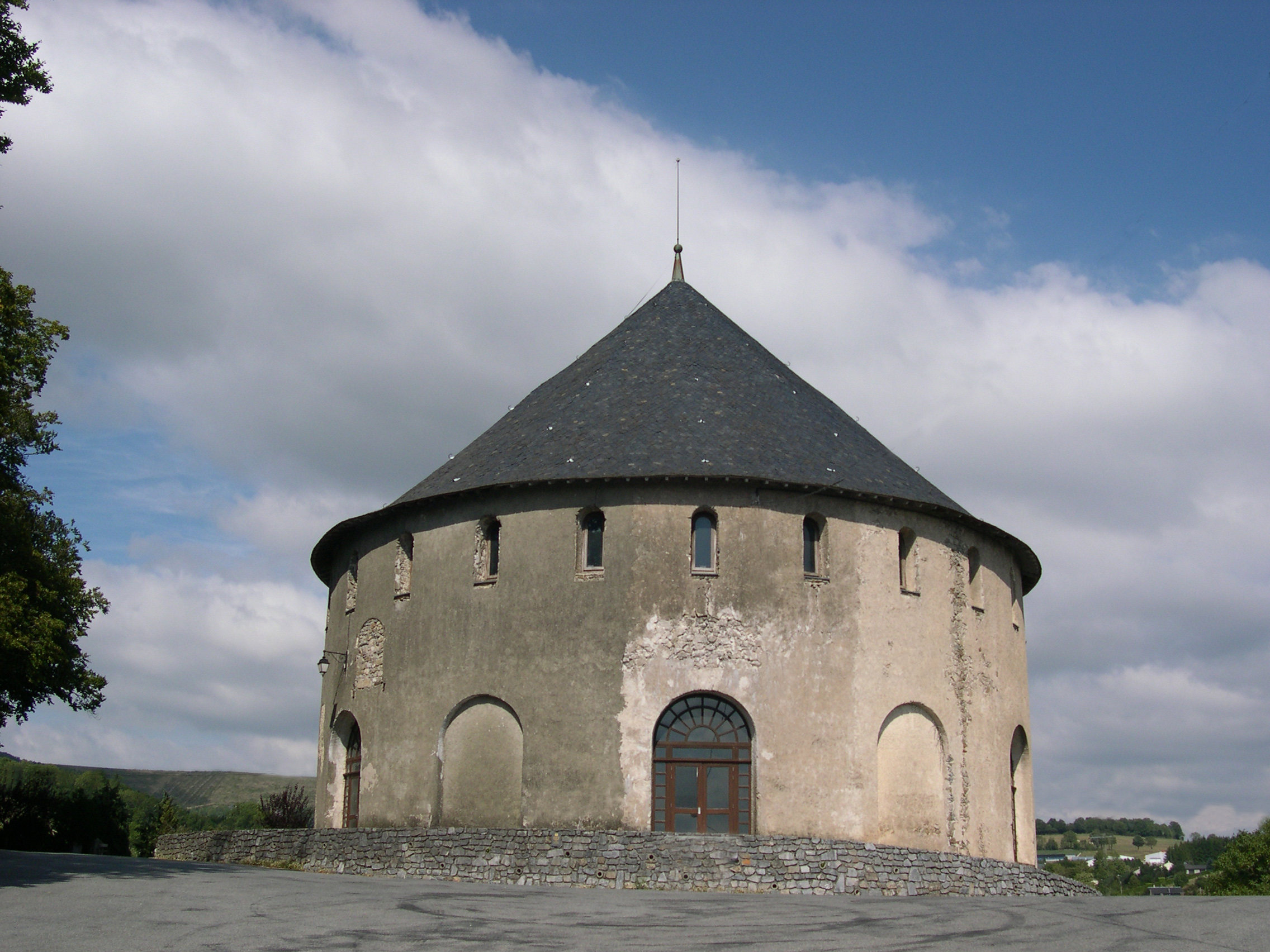
Tour de Calmels

- Ähnliche Szenen des täglichen Lebens sind im Musée du vieux Lacaune an der Place du Griffoul zu sehen.
- Das im 16. Jahrhundert in Renaissance-Formen erbaute Château de Calmels steht am Ortsrand und war ein imposantes Domizil einer wohlhabenden Familie. Das dreigeschossige Gebäude hat noch einen – an eine mittelalterliche Burg erinnernden – runden Treppenturm und verfügt überdies über ein hochgezogenes Dachgeschoss mit Lukarnenfenstern. Es ist seit 1927 als Monument historique anerkannt.[5]
- Auf den nahegelegenen Feldern erhebt sich der sogenannte Tour de Calmels aus der Mitte des 19. Jahrhunderts. Es handelt sich um eine Scheune mit 77 Meter Umfang zur trockenen und separaten Lagerung von Getreide, Stroh und Heu mit einem imposanten Dachstuhl, der auf einer mittleren Stütze ruht. Während man über die großen Rundbogenportale die einzelnen Segmente im Innern erreichen konnte, diente der unter der Dachtraufe befindliche Fensterkranz vor allem zu Belüftungszwecken. Das ungewöhnliche Gebäude ist seit 2007 als Monument historique anerkannt.[6]
- Der etwa zwei Kilometer östlich des Ortes unweit der D622 gelegene Peyro Lebado oder Pierre Plantée (‚aufgerichteter Stein‘) ist mit etwa 3,50 Meter sichtbarer und 4,50 Meter absoluter Höhe der größte Statuenmenhir Europas; in der Region von Lacaune und in der nordöstlich angrenzenden Region der Rouergue findet sich die größte Ansammlung derartiger Menhire in Europa. Sie können auf einem 40 Kilometer langen Rundweg erkundet werden. Die Datierung dieser Steine ist in der Forschung umstritten; eine Verbindung zu den üblichen Menhiren der Megalithkulturen ist ebenfalls fraglich. Der Stein ist bereits im Jahr 1883 als Monument historique[7] klassifiziert worden. (Hinweis: Eine kleine Sammlung von Statuenmenhiren findet sich im Musée Fenaille von Rodez).

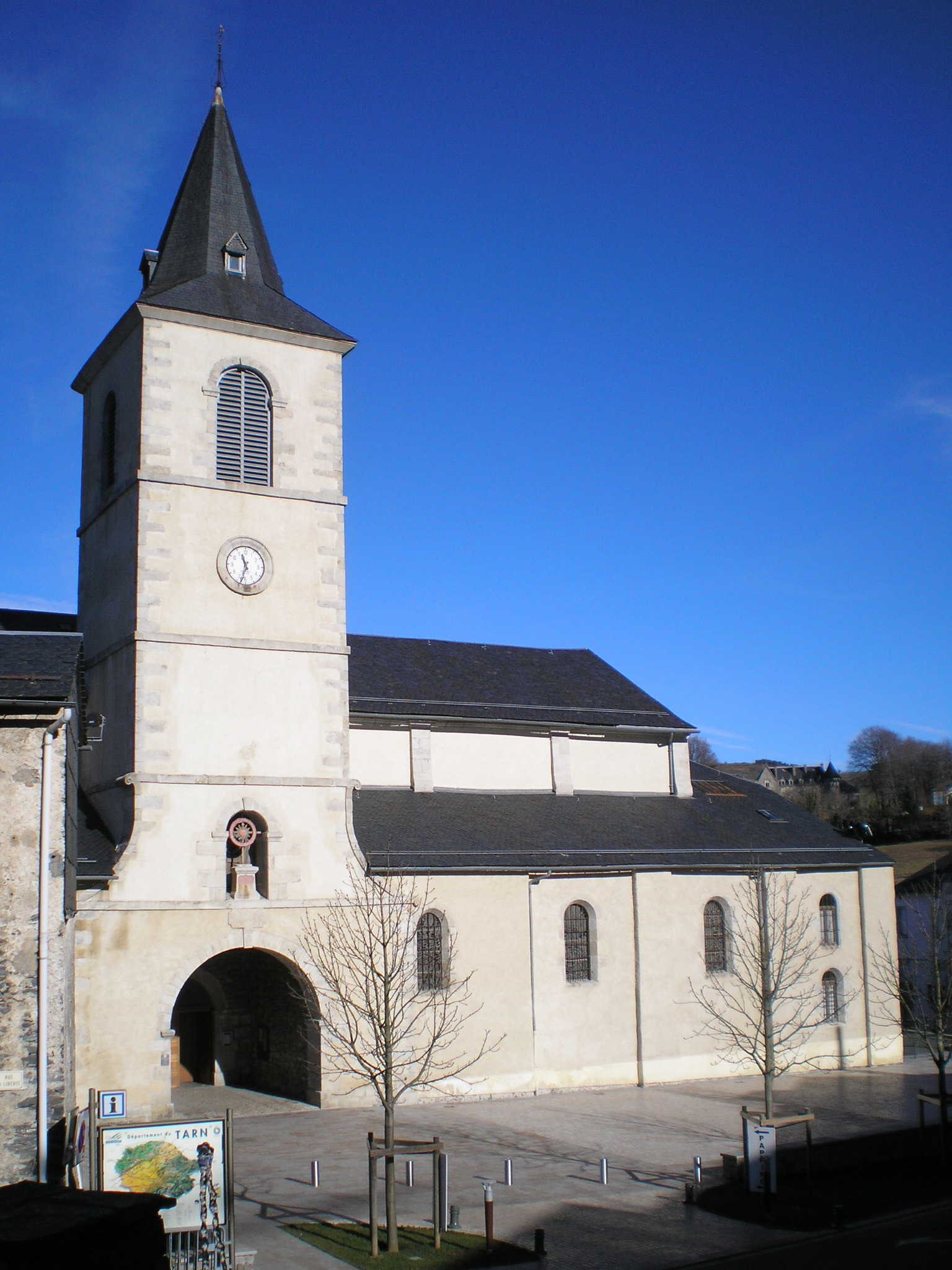
Kirche Notre-Dame
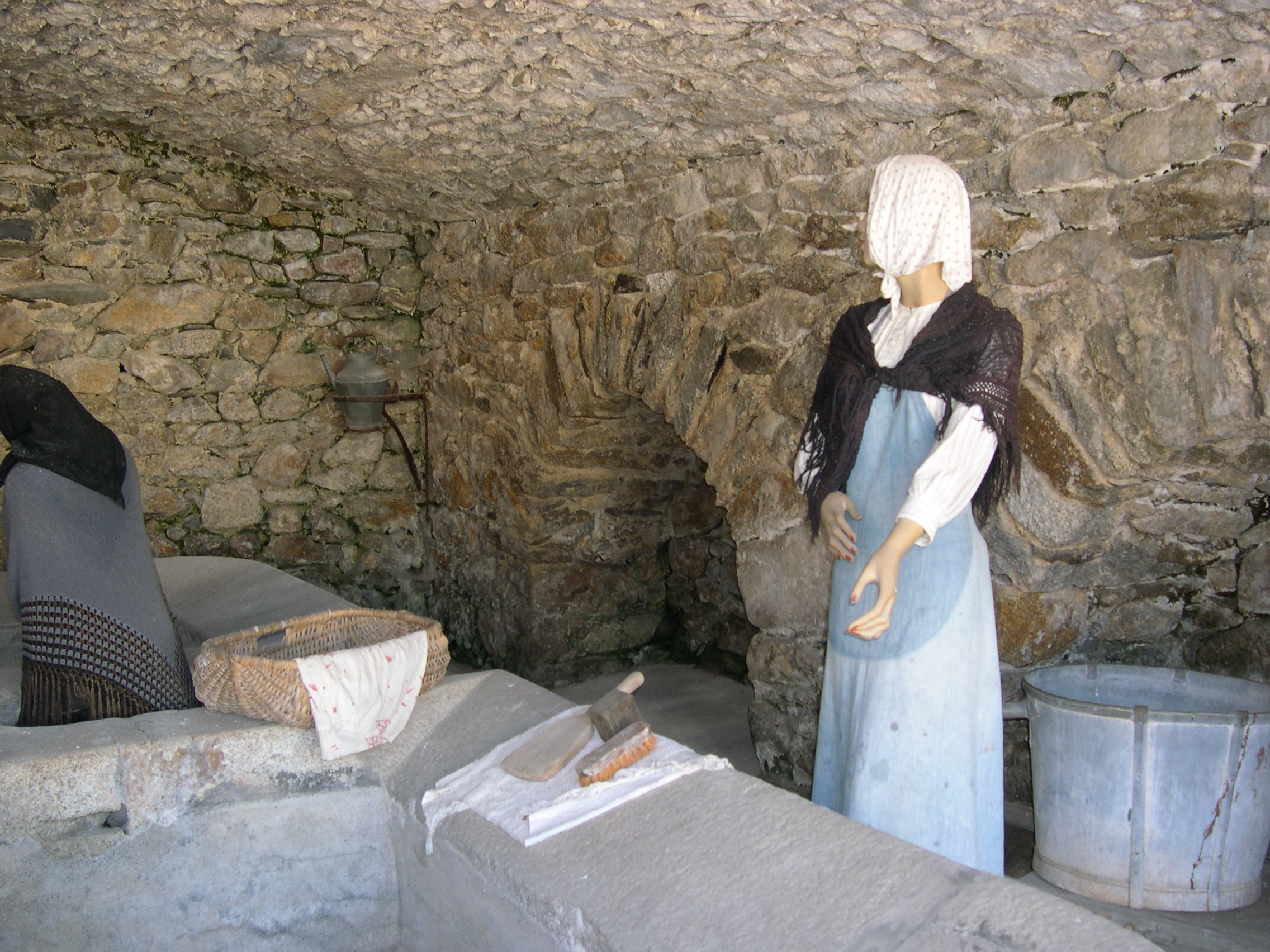
Waschhaus (lavoir)
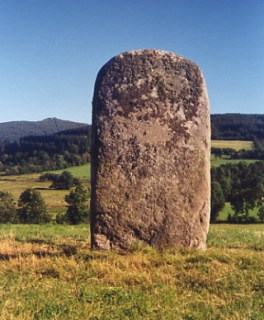
Peyro Lebado
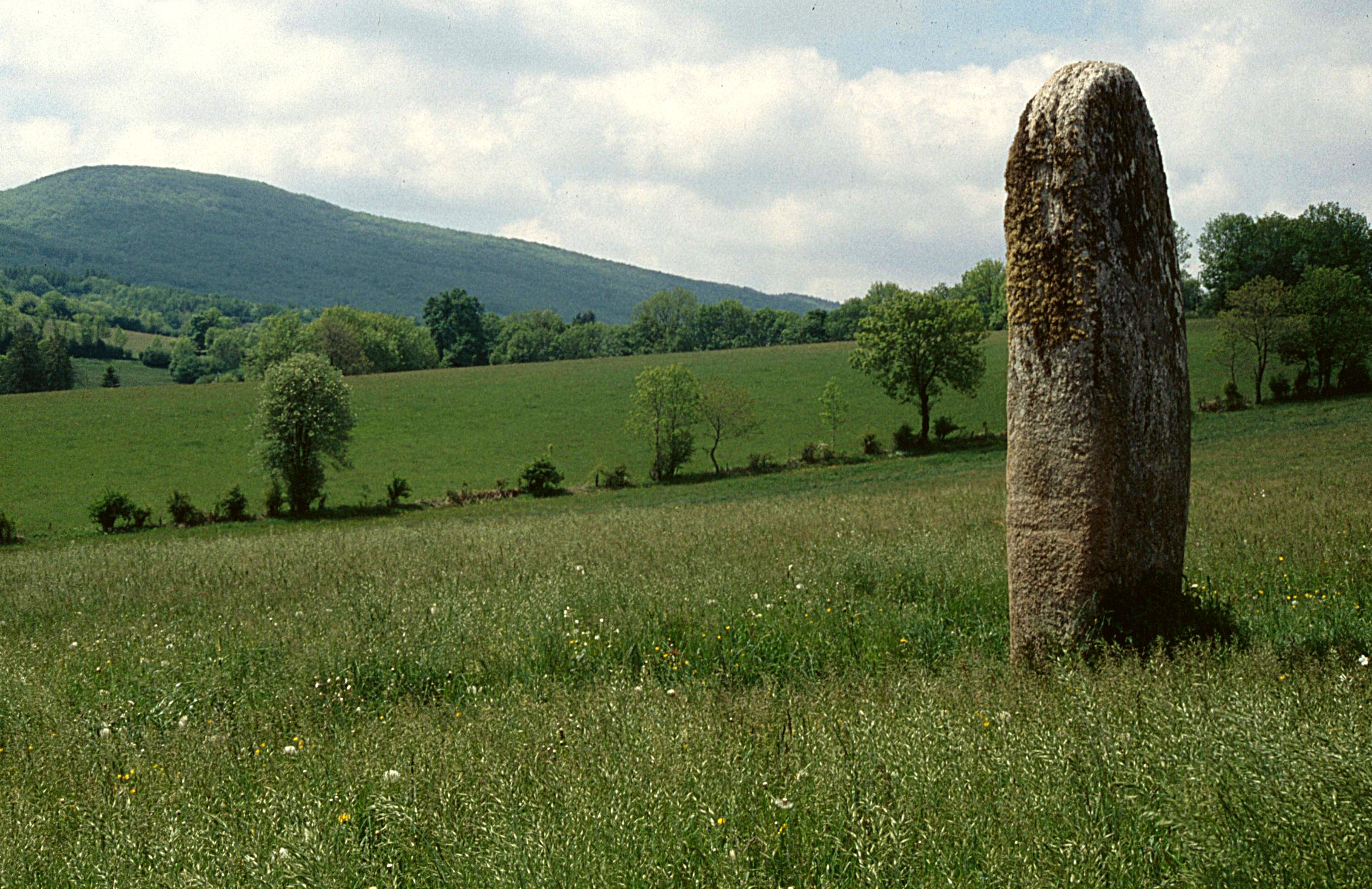
Menhir Pierre Plantée
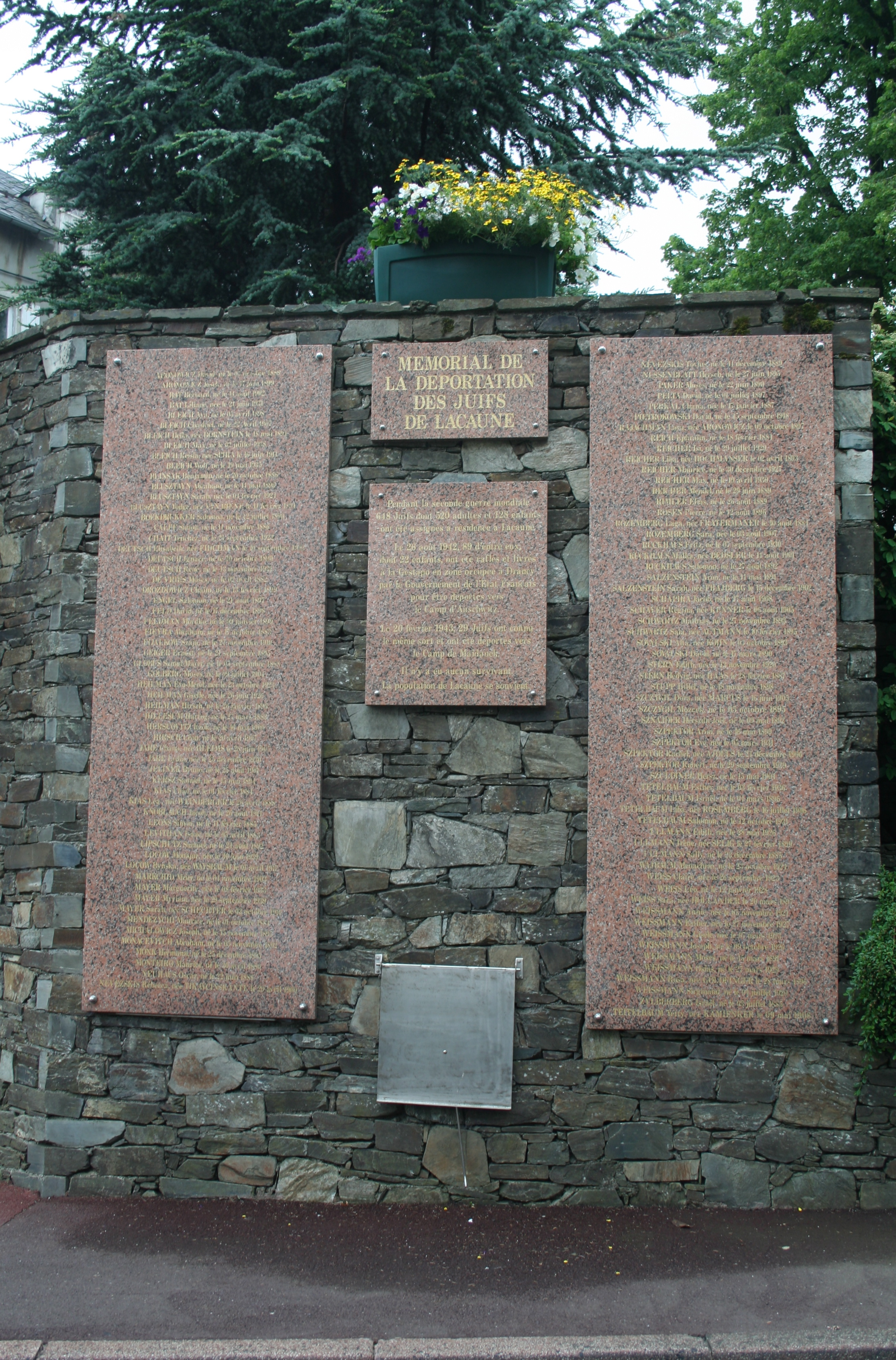
Mahnmal zur Judendeportation

## Gemeindepartnerschaft
Seit Mai 2009 ist Lacaune mit der italienischen Gemeinde Tizzano Val Parma in der Emilia-Romagna partnerschaftlich verbunden.

## Persönlichkeiten
- Pierre Roques (1685–1748), evangelischer Geistlicher der französischen Kirche in Basel (in Lacaune geboren)
- Victor von Aveyron, ‚der Wilde von Aveyron‘ (um 1788–1828), wurde 1797 das erste Mal auf dem Gebiet von Lacaune von Jägern entdeckt. Seine Geschichte diente als Vorbild für den Film Der Wolfsjunge von François Truffaut.